# Eitzing (Rattenkirchen)
Eitzing ist ein Ortsteil in der Gemeinde Rattenkirchen im oberbayerischen Landkreis Mühldorf am Inn.

## Lage
Die Einöde Eitzing liegt 350 Meter südwestlich der Bundesstraße B12 und etwa 5 Kilometer südwestlich der Abfahrt 17 (Heldenstein) der Bundesautobahn A 94.

## Reitsportanlage Moarhof

Eitzing 2, Reitsportanlage Moarhof

Eitzing 2, Reitsportanlage Moarhof

In der Reitsportanlage Moarhof gibt es drei Pferdeställe mit 33 Boxen, einen Offenstall, eine Reithalle, einen Sandplatz, einen Longierzirkel, Koppeln sowie ein Reiterstüberl.
Die kirchliche Stiftung Ecksberg, ein Dienstleister für Menschen mit Behinderungen, hat dort ein Haus erworben und im September 2022 bezogen. Es war bei der feierlichen Einweihung im Mai 2023 mit sieben Bewohnern bereits voll besetzt. Die Stiftung bietet Arbeitsplätze im sozialen, technischen, kaufmännischen, landwirtschaftlichen und pflegerischen Bereich an.

## Bevölkerungsentwicklung
Um 1925 lebten in der Nachkriegszeit des Ersten Weltkriegs 18 Einwohner in Eitzing. Um 1950 lebten dort in der Nachkriegszeit des Zweiten Weltkriegs 17 Einwohner. Im Mai 1987 gab es dort sieben Einwohner in drei Wohnungen in zwei Wohngebäuden.
| Jahr      | 1871 | 1925 | 1950 | 1970 | 1987 |
| Einwohner | 11   | 18   | 17   | 9    | 7    |